# سفرنامه رضاشاه به خوزستان
سفرنامه رضاشاه به خوزستان کتابی است نوشتهٔ فرج‌الله بهرامی که در سال ۱۴۰۱ توسط انتشارات خانه تاریخ و تصویر ابریشمی به چاپ رسید. این کتاب در سال‌های قبل با ویرایش‌های مختلف به چاپ رسیده‌است. این اثر که به خامه فرج‌الله بهرامی نگاشته شده و تمام مطالب آن، بی‌کم و کاست از سوی رضاشاه به وی دیکته شده بود برای اولین بار در سال ۱۳۰۳ در ۴۱۸ صفحه در مطبعه کل قشون انتشار یافت. چاپ دوم این کتاب، با حذف مطالب مفصل در شرح تاریخی و جغرافیایی روستاها و شهرها در طول راه، در ۲۸۶ صفحه در سال ۱۳۵۰ از سوی مرکز پژوهش و نشر فرهنگ سیاسی دوران پهلوی همراه با ده‌ها عکس و سند به زیور طبع آراسته شد.
سفر خوزستان برای سرکوب کردن شیخ خزعل و یکپارچه کردن ایران صورت گرفت. شیخ خزعل، آشکارا خود را تحت الحمایه دولت انگلستان می‌خواند و دولت انگلستان نیز از او پشتیبانی می‌کرد و رضاخان را از سرکوبی شیخ خزعل برحذر می‌داشت. آنچه در این سفرنامه آشکار می‌شود این است که رضاشاه با دشواری زیاد به این سفر پرداخته‌است، چنان‌که یکبار در سفر دریایی از بندر بوشهر به بندر دیلم در طوفانهای آذر ماه دریا، با یک زورق پوسیده جان خود را به خطر انداخت و بار دوم هنگام رفتن به اهواز بود که در قبضه مردان مسلح شیخ خزعل قرار داشت. رضاشاه بعد از ختم غائله خوزستان، به عراق سفر می‌کند و به زیارت ائمه شیعه در کربلا، نجف و دیگر شهرهای مذهبی شیعی می‌پردازد.